# Cetoscarus
Cetoscarus  (лат.) — род морских лучепёрых рыб из семейства рыб-попугаев (Scaridae). Обитают на коралловых рифах, Cetoscarus ocellatus в Индо-Тихоокеанской области от Восточной Африки и Мадагаскара до Каролинских островов, Большого Барьерного рифа и островов Тонга, Cetoscarus bicolor — эндемик Красного моря. Достигают до 90 см длины, яркоокрашены. Являются последовательными гермафродитами: в начале они развиваются как самки, а затем становятся самцами.

## Виды
В роде Cetoscarus 2 вида: 
- Cetoscarus bicolor — Масковая рыба-попугай, или двухцветная рыба-попугай[4]
- Cetoscarus ocellatus